# مبرهنة ليندمان-فايرشتراس
في الرياضيات، مبرهنة ليندمان-فايرشتراس (بالإنجليزية: Lindemann–Weierstrass theorem)‏ هي نتيجة كثيرة النفع في إثبات تسامي عدد ما من عدمه.
سميت هذه المبرهنة هكذا نسبة إلى عالمي الرياضيات فيردينوند فون ليندمان وكارل فايرشتراس.

## البرهان
ظهر أول برهان على تسامي العدد e سنة 1873. سنتبع هنا طريقة ديفيد هيلبرت (1862 - 1943) والذي بسط البرهان الأصلي لتشارلز هيرمت. الفكرة هي كالتالي:
نفترض أن العدد E هو عدد جبري، وذلك للحصول على تناقض في النهاية. إذن توجد مجموعة منتهية من المعاملات الصحيحة {\displaystyle c_{0},c_{1},\ldots ,c_{n}\,} التي تحقق المعادلة:
{\displaystyle c_{0}+c_{1}e+c_{2}e^{2}+\cdots +c_{n}e^{n}=0\,}
بحيث يكون كلا العددان {\displaystyle c_{0}} و{\displaystyle c_{n}} مخالفين للصفر.
نختار عددا كبيرا k بما يكفي وذلك حسب قيمة n.
نضرب طرفي المعادلة بـ {\displaystyle \int _{0}^{\infty }\,}، في حين سنستعمل الترميز التالي {\displaystyle \int _{a}^{b}\,} كاختصار للتكامل:
{\displaystyle \int _{a}^{b}=\int _{a}^{b}x^{k}[(x-1)(x-2)\cdots (x-n)]^{k+1}e^{-x}\,dx\,}.
سنصل إلى المعادلة:
{\displaystyle c_{0}\int _{0}^{\infty }+c_{1}e\int _{0}^{\infty }+\cdots +c_{n}e^{n}\int _{0}^{\infty }=0\,}
والتي يمكن الآن كتابتها على الشكل:
{\displaystyle P_{1}+P_{2}=0\,}
حيث
{\displaystyle P_{1}=c_{0}\int _{0}^{\infty }+c_{1}e\int _{1}^{\infty }+c_{2}e^{2}\int _{2}^{\infty }+\cdots +c_{n}e^{n}\int _{n}^{\infty }\,}
{\displaystyle P_{2}=c_{1}e\int _{0}^{1}+c_{2}e^{2}\int _{0}^{2}+\cdots +c_{n}e^{n}\int _{0}^{n}\,}
الهدف الآن هو أن نبين من أجل k كبير بما يكفي، يستحيل تحقيق المتساويات أعلاه لأن :{\displaystyle {\frac {P_{1}}{k!}}\,} هو عدد صحيح يخالف الصفر، في حين العدد {\displaystyle {\frac {P_{2}}{k!}}\,} ليس كذلك.
والسبب في أن {\displaystyle {\frac {P_{1}}{k!}}\,} عدد صحيح يخالف الصفر يأتي من العلاقة:
{\displaystyle \int _{0}^{\infty }x^{j}e^{-x}\,dx=j!\,}
وهي صحيحة لكل عدد صحيح موجب j ويمكننا البرهنة عليها بالترجع عن طريق مكاملة بالأجزاء.
ولكي نبرهن على أن:
{\displaystyle \left|{\frac {P_{2}}{k!}}\right|<1\,} من أجل k كبير بما يكفي
نشير أولا إلى أن {\displaystyle x^{k}[(x-1)(x-2)\cdots (x-n)]^{k+1}e^{-x}\,} هو جداء الدوال {\displaystyle [x(x-1)(x-2)\cdots (x-n)]^{k}\,} و{\displaystyle (x-1)(x-2)\cdots (x-n)e^{-x}\,}. وباستعمال المحد العلوي لـ {\displaystyle |x(x-1)(x-2)\cdots (x-n)|\,} و{\displaystyle |(x-1)(x-2)\cdots (x-n)e^{-x}|\,} على المجال {\displaystyle [n,0]} وبما أن:
{\displaystyle \lim _{k\to \infty }{\frac {G^{k}}{k!}}=0\,} لكل عدد حقيقي G.
وهذا كاف لإكمال البرهان.
يمكن استعمال طريقة ممثالة، مختلفة عن عن المقاربة الأصلية لـ (لندمان)، للبرهنة على أن e عدد متسام. زيادة على ذلك، تلعب بعض التقديرات وبعض خصائص الحدوديات المتماثلة دورا حيويا في البرهان.